# Forelius bahianus
Forelius bahianus is een mierensoort uit de onderfamilie van de Dolichoderinae. De wetenschappelijke naam van de soort is voor het eerst geldig gepubliceerd in 2000 door Cuezzo.